# Трімен
Трімен (нід. Triemen, фриз. De Trieme) — село в нідерландській провінції Фрисландія. Входить до муніципалітету Північно-Східна Фрисландія.
Його площа становить 2,33км², а населення станом на 2021 рік складало 320 осіб.
Перша згадка про населений пункт датується 1467 роком.

## Галерея

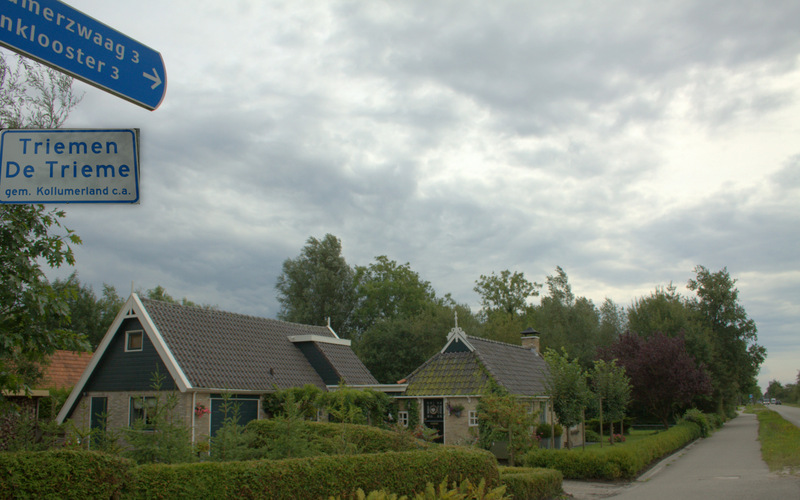
Вид на село
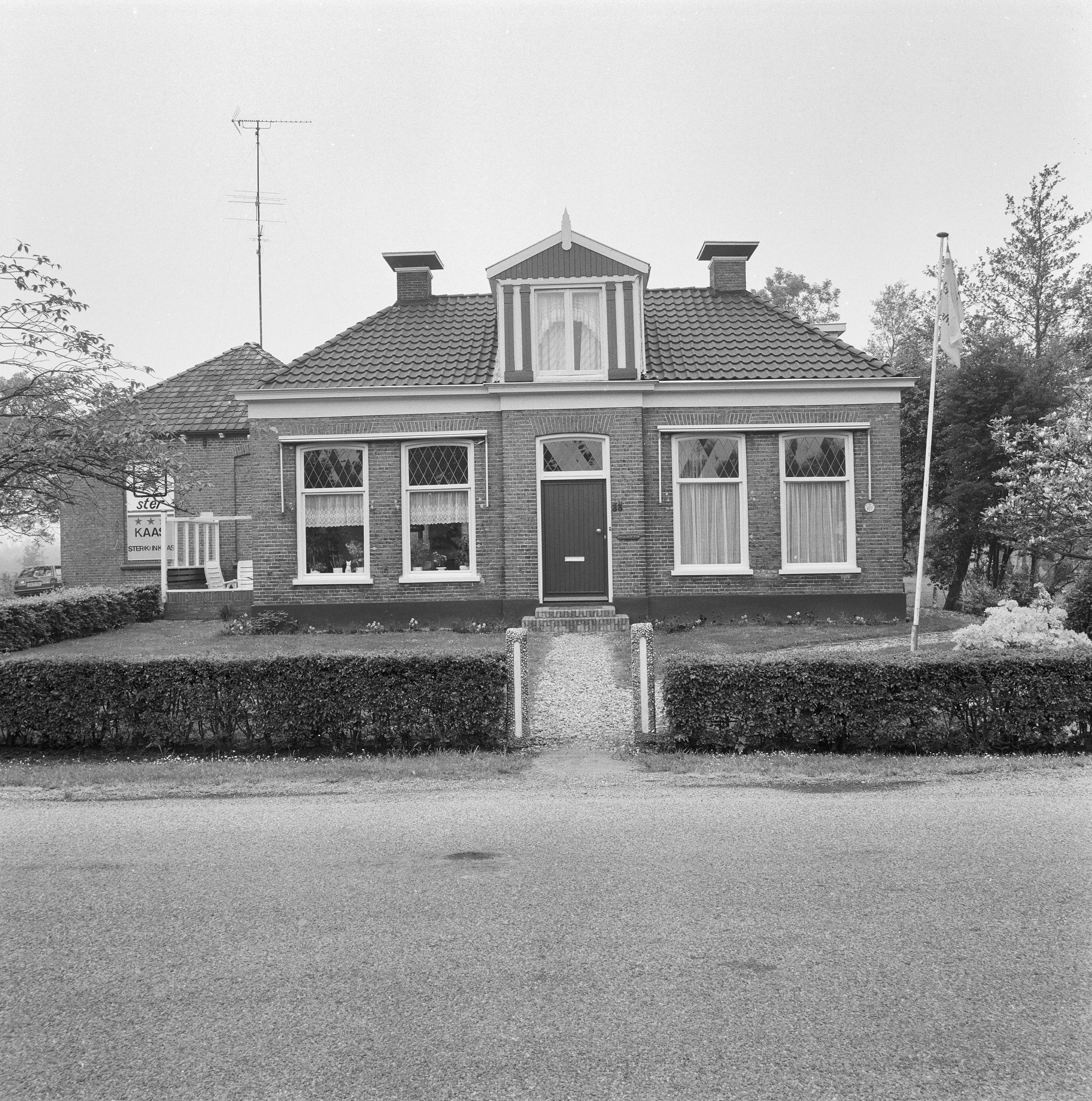
Ферма у селі